# Wendy Smits
Wendy Smits (* 22. Januar 1983 in Amsterdam; † 9. Oktober 2022) war eine niederländische Handballspielerin.

## Karriere
Smits spielte für die holländischen Vereine Okiento, Kwieh und SEW und wechselte 2005 nach Deutschland zur TuS Metzingen in die 2. Bundesliga. Dort gehörte sie zu den Spitzenspielerinnen der Liga. Nachdem die 1,74 Meter große Rückraumspielerin in der Saison 2007/08 beim Bundesligisten HSG Sulzbach/Leidersbach unter Vertrag stand, wechselte sie zur Saison 2008/09 zum Ligakonkurrenten Frisch Auf Göppingen. Nach nur einem Jahr wechselte Smits wieder in ihre holländische Heimat zu MizuWaAi/Dalfsen. Smits gewann mit Dalfsen zwei Mal die niederländische Meisterschaft sowie einmal den niederländischen Pokal. Ab dem Sommer 2012 spielte sie bei der HSG Blomberg-Lippe, die sie bereits im Dezember 2012 aus familiären Gründen wieder verließ. Anschließend schloss sie sich im Januar 2013 dem niederländischen Verein Fortissimo an. Nachdem Smits mit dem Trainer unzufrieden war, verließ sie im Dezember 2015 den Verein und schloss sich dem Verein Foreholte an. 2017 beendete sie ihre Karriere.
Smits absolvierte 14 Länderspiele für die Niederlande. Im Jahr 2018 war sie als Co-Trainerin der niederländischen U-16-Nationalmannschaft tätig.
Sie starb am 9. Oktober 2022 an einer Krebserkrankung.